# Pele Broberg

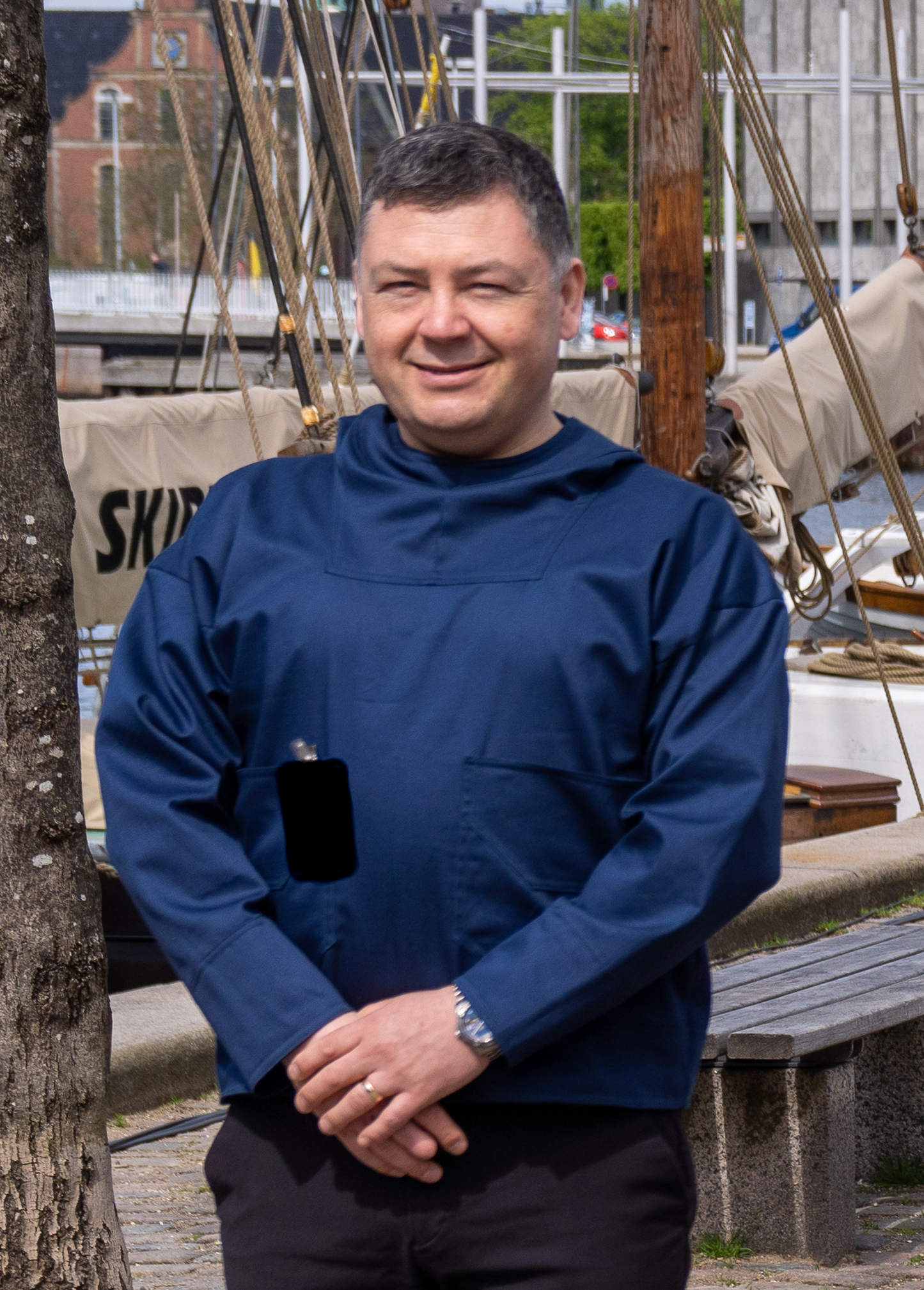
Pele Broberg (2021)

Pele Broberg [ˈpiːli ˈb̥ʁob̥æɐ̯ˀ] (* 3. November 1972 in Kopenhagen) ist ein grönländischer Politiker (Naleraq), Pilot und Unternehmer.

## Leben

### Frühe Jahre
Pele Broberg wuchs in Qeqertarsuaq auf. Ab 1992 besuchte er das GUX in Aasiaat. 1995 wurde er Pilot bei der Flugakademie von Scandinavian Airlines. Bis 1997 flog er für Air Greenland, war dann Pilot bei Aviation Assistance und kehrte anschließend bis 2014 als Flugkapitän zu Air Greenland zurück. Von 2006 bis 2013 war er zudem Eigner des Unternehmens Barista ApS. Von 2015 bis 2016 hatte er seine eigene Fluggesellschaft Aluu Airlines, die allerdings nie flog. Zuvor hatte er sich an der Copenhagen Business School weiterbilden lassen. 2016 war er Konsulent bei der Bristow Group. 2017 spezialisierte er sich erneut an der Copenhagen Business School auf International Business. Pele Broberg ist Aufsichtsratsmitglied der Grönländisch-Isländischen Handelskammer und Vizevorsitzender von Halibut Greenland sowie Vorsitzender der Unternehmervereinigung Sakkut und des Sportgeschäfts Pikkori Sport.
Mit seiner Frau Malene hat er eine Tochter und einen Sohn.

### Politikkarriere
Pele Broberg trat bei der Parlamentswahl 2018 an und wurde ins Inatsisartut gewählt. Anschließend wurde er als Finanzminister ins Naalakkersuisut berufen. Im September 2018 verließ die Partii Naleraq das Kabinett Kielsen III und Pele Broberg schied als Minister aus. Er kandidierte für die Folketingswahl 2019 und ließ sich während des Wahlkampfs im Parlament beurlauben. Er erhielt 863 Stimmen und verpasste somit einen Sitz im Folketing.
Bei der Parlamentswahl 2021 sowie bei der Kommunalwahl trat er erneut an und wurde ins Parlament wiedergewählt sowie in den Rat der Kommuneqarfik Sermersooq gewählt. Nach der Wahl wurde er zum Minister für Äußeres, Handel, Klima und Erwerb im Kabinett Egede I ernannt. Am 19. September erschien in der Berlingske ein Interview mit Pele Broberg, in dem dieser sagte, dass das Wort Rigsfællesskab abgeschafft werden sollte, weil es vortäuschen würde, dass Grönland und die Färöer mit Dänemark gleichgestellt wären, was aufgrund der laut ihm vorherrschenden neokolonialistischen Verhältnisse nicht zutreffend wäre. Zudem regte er an, dass man überlegen sollte, ob nicht nur der Teil der Bevölkerung, der von Inuit abstammt, bei einem Unabhängigkeitsreferendum abstimmungsberechtigt sein sollte. Múte B. Egede musste in einer Pressemitteilung Abstand von den Aussagen seines Ministers nehmen. Die Oppositionsparteien Siumut und Demokraatit verurteilten die Aussagen scharf, die laut Jens Frederik Nielsen in die Sowjetunion gehören. Auch die Atassut kritisierte Pele Broberg und drückte ihm das Misstrauen aus und forderte seine Absetzung. Am 27. September übernahm Múte B. Egede die Ressorts Äußeres und Klima von Pele Broberg. Mit dem Ausscheiden der Naleraq aus der Regierung im April 2022 nahm Pele Broberg wieder seinen Parlamentssitz wahr. Nach dem Rücktritt von Hans Enoksen wurde Pele Broberg am 25. Juni 2022 zum Parteivorsitzenden der Naleraq gewählt. Im April 2023 hob er seine Beurlaubung im Kommunalrat auf, trat aber im September desselben Jahres von seinem Posten zurück, da er wegen eines Jobwechsels seiner Frau nach Sisimiut zog und damit die Kommuneqarfik Sermersooq verließ.
Bei der Parlamentswahl 2025 wurde die Naleraq zweitstärkste Kraft und konnte ihr Ergebnis von 2021 verdoppeln. Pele Broberg erhielt hierbei die zweitmeisten Stimmen hinter der von der Siumut übergetretenen Aki-Matilda Høegh-Dam. Nach der Wahl ging seine Partei in die alleinige Opposition, während die anderen vier Parteien eine gemeinsame Koalition bildeten. Bei der Kommunalwahl 2025 wurde er in den Rat der Qeqqata Kommunia gewählt, allerdings gab er direkt nach der Wahl bekannt, dass seine Frau einen neuen Job in Nuuk bekommen hat und er somit mit ihr wieder zurück in die Kommuneqarfik Sermersooq zieht. Dabei kündigte er auch an, in Zukunft nicht mehr bei Kommunalwahlen antreten zu wollen.